# 灯塔站
灯塔站，位于中华人民共和国辽宁省辽阳市灯塔市，是沈大铁路上的火车站，建于1903年，由沈阳局集团管辖。

## 歷史
- 建于1903年。

## 車站周邊
- 灯塔市中心医院
- 灯塔市质量技术监督局
- 辽阳银行灯塔支行
- 中国邮政储蓄银行建设支行
- 灯塔市教育局
- 中国工商银行灯塔支行
- 灯塔市交通局

## 外部連結
- 中国铁路客户服务中心 （页面存档备份，存于）